# Wilhelm Smoluchowski
Wilhelm Smoluchowski, także Bob Smoluchowski (ur. 22 kwietnia 1900 w Peczeniżynie, zm. 13 lipca 1974 w Warszawie) – polski taternik, alpinista, narciarz, działacz sportowy, elektrotechnik.

## Życiorys
Był synem Tadeusza Smoluchowskiego i bratankiem fizyka Mariana Smoluchowskiego. Zawodowo zajmował się przemysłem elektrotechnicznym, w 1929 roku ukończył studia na Politechnice Warszawskiej jako magister inżynier elektryk. W latach 1955–1967 pełnił funkcję dyrektora Zakładu Doświadczalnego Instytutu Elektrotechniki. Współredagował czasopismo „Wiadomości Elektrotechniczne”, był też działaczem Stowarzyszenia Elektryków Polskich.
W latach 1918–1921 był żołnierzem Wojska Polskiego. Należał do Kompanii Wysokogórskiej (1919–1920) i w czasie przygotowań do plebiscytu na Śląsku Cieszyńskim, Spiszu i Orawie był wraz z Janem Gwalbertem Henrykiem Pawlikowskim jej przedstawicielem przy dowódcy francuskiego oddziału wojskowego na Spiszu.
Podobnie jak ojciec i stryj zajmował się taternictwem. Już w wieku 6 lat był w kwietniu na Kopie Magury wraz z rodzicami i siostrą Heleną. Od 1913 aż do 1966 roku wspinał się w Tatrach, przy czym najbardziej obfity okres przypadł na lata 1919–1928. Jako 14-latek miał już na koncie wejście na Mnicha z ojcem i stryjem oraz kilka trzytysięczników w Alpach. Od 1907 roku jeździł też na nartach – początkowo w Karpatach Wschodnich, później też w Beskidach Zachodnich. W Tatrach uprawiał narciarstwo wysokogórskie w latach 1920–1969. Chodził też po Alpach – z rodzicami już w wieku 6 i 9 lat, a już jako 10-latek na drogi wspinaczkowe i lodowcowe. W późniejszym okresie wspinał się w Alpach Wschodnich i Zachodnich, także w Alpach Julijskich. Podróżował też po górach Słowacji, Szwecji, Bułgarii i Krymu.
Od listopada 1927 roku pełnił funkcję pierwszego przewodniczącego Sekcji Taternickiej AZS w Warszawie. Należał też do głównych działaczy w początkach działalności Polskiego Związku Narciarskiego.
W 1930 odznaczony Srebrnym Krzyżem Zasługi.
Zmarł 13 lipca 1974 roku w Warszawie. Spoczął na cmentarzu Powązkowskim w Warszawie (kwatera 23-4-12).

## Osiągnięcia wspinaczkowe
- wejścia zimowe na Szczyrbski Szczyt i Hlińską Turnię (1926, z Adamem Karpińskim, Wandą Czarnocką i Stefanem Osieckim)[2],
- nowe drogi na południowej i północnej ścianie Wideł (1926, z Zygmuntem Klemensiewiczem),
- nowa droga na wschodniej ścianie Dzikiej Turni (1926, z kuzynką Aldoną Smoluchowską),
- udział w grupie pomocniczej przy próbie pierwszego zimowego przejścia grani Tatr Wysokich przez Adama Karpińskiego i Konstantego Narkiewicza-Jodkę (1928),
- wejścia na nartach na liczne szczyty i przełęcze, m.in. Osobitą, Krywań, Przełęcz pod Kopą,
- powtórzenie wejścia na Schwarzenstein (3367 m) po 57 latach (1967),
- wejście na Großvenediger w wieku 67 lat (1967)[1].